# Barthélemy d'Herbelot de Molainville

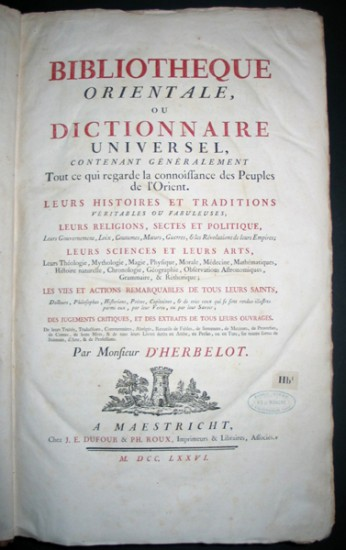
La Bibliothèque orientale
di Barthélemy d'Herbelot.
Édition de Maestricht, 1776.

Barthélemy d'Herbelot de Molainville (Parigi, 14 dicembre 1625 – Parigi, 8 dicembre 1695) è stato un orientalista francese.

## Biografia

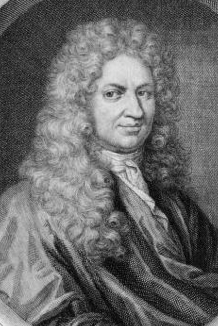
Ritratto di B. d'Herbelot de Molainville

Condusse i propri studi nell'Università di Parigi, dove si dedicò agli studi delle lingue orientali, per poi recarsi in Italia per perfezionarsi conversando con gli orientali che frequentavano i porti marittimi. Fece conoscenza con l'umanista tedesco Luca Olstenio e con l'erudito greco Leone Allacci. Di ritorno in Francia 18 mesi più tardi, fu ricevuto da Nicolas Fouquet, che gli assegnò una pensione di 1.500 lire francesi. Alla caduta di Fouquet nel 1661, fu nominato segretario e interprete di lingue orientali di Luigi XIV.
Tornò in seguito in Italia, dove il granduca Ferdinando II de' Medici gli sottopose un gran numero di manoscritti orientali, tentando di cooptarlo nella propria corte. D'Herbelot, tuttavia, fu richiamato in Francia presso Colbert e ricevette dal re una pensione equivalente a quella che aveva perduto. Nel 1692 fu nominato professore al Collège de France, in cui fu titolare della cattedra di Siriaco. 

## Opere
La sua principale opera fu la Bibliothèque orientale, ou Dictionnaire universel contenant tout ce qui regarde la connoissance des peuples de l'Orient,, in forma di dizionario, la cui redazione lo occupò quasi per tutta la vita e che fu completata nel 1697 da Antoine Galland. D'Herbelot attinse all'immensa bibliografia araba di Katip Çelebi, il Kashf al-zunūn, di cui la sua Bibliothèque è in gran parte una traduzione riassuntiva, ma alla quale egli aggiunse numerose compilazioni di manoscritti arabi e turchi. 
Dalla Bibliothèque orientale dipendono, in modo fondamentale, gli Annali musulmani, opera compilativa dell'arabista autodidatta Giovanni Battista Rampoldi (1761-1836).
D'Herbelot è del pari l'autore di una Anthologie orientale e di un Dictionnaire arabe, persan, turc et latin che non sono però mai stati pubblicati.